# Plac Harcerski im. ks. Zdzisława Peszkowskiego w Sanoku
Plac Harcerski im. ks. Zdzisława Peszkowskiego – plac w centrum Sanoka.

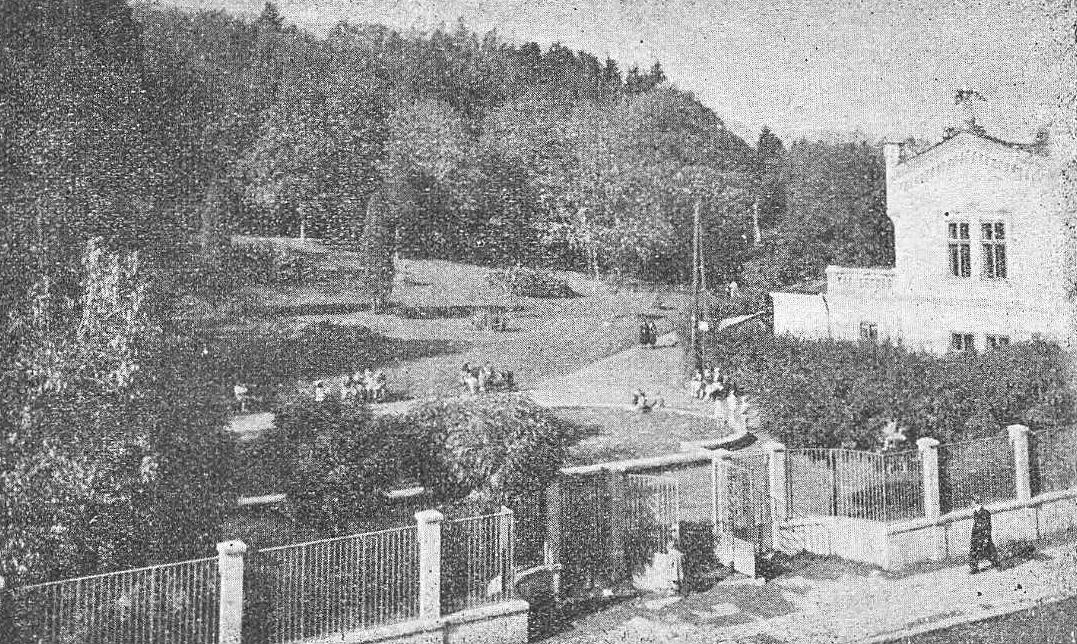
Teren placu przed 1929

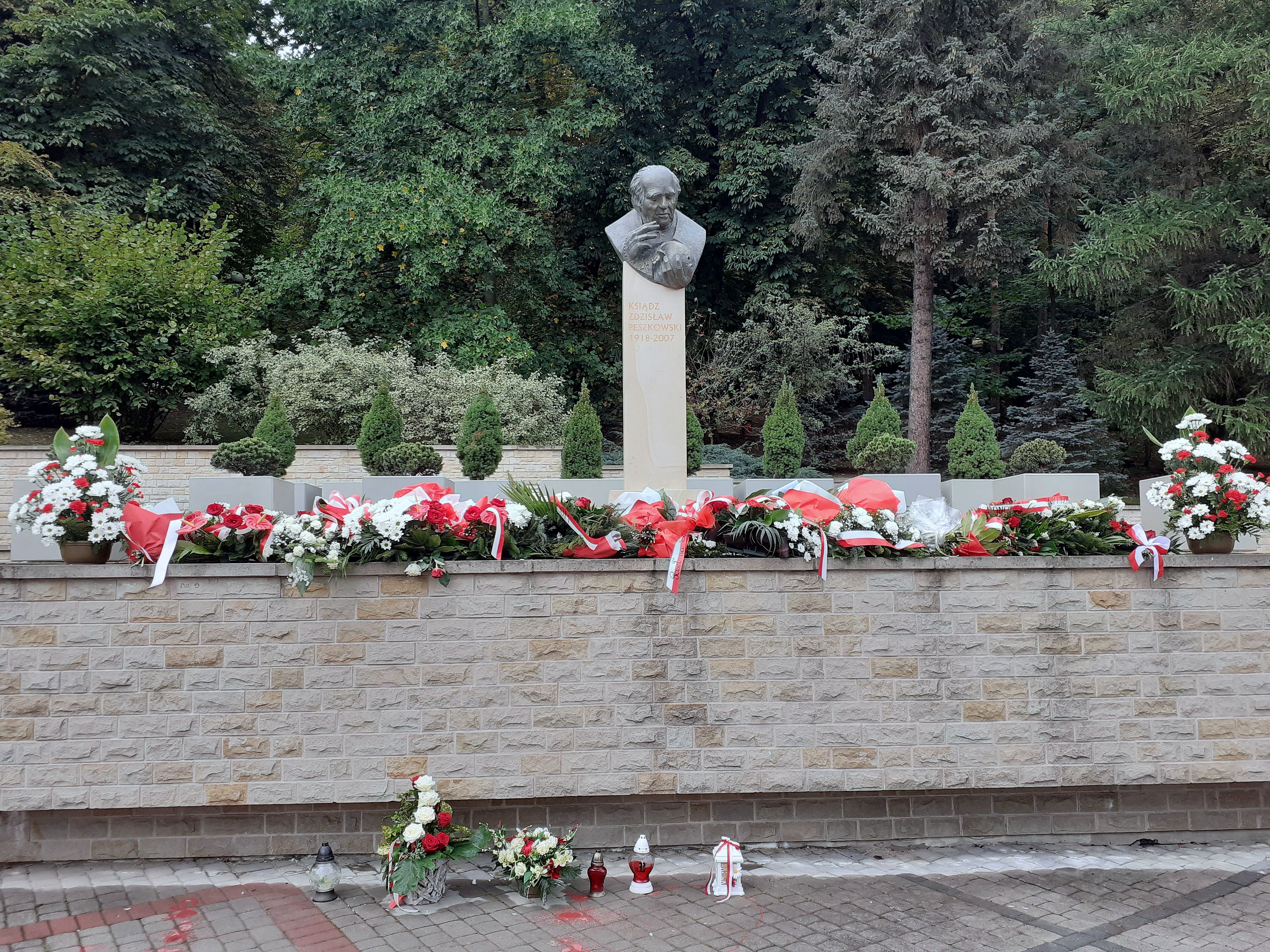
Popiersie ks. Zdzisława Peszkowskiego

## Historia
Plac jest umiejscowiony w centrum Sanoka, w dzielnicy Śródmieście. Od wschodu jest położony przy ulicy Adama Mickiewicza. Od zachodu otacza go Park miejski im. Adama Mickiewicza w Sanoku. Od północy domyka go budynek przy ul. Mickiewicza 13 (Gmach Towarzystwa Gimnastycznego „Sokół”), zaś od południa II Liceum Ogólnokształcące im. Marii Skłodowskiej-Curie.
Pierwotnie propozycję trójkątnego rozmieszczenia budynku szkoły, gmachu „Sokoła” i restauracji u wejścia do parku (obecnie Plac Harcerski) wysunął przebywający 6 czerwca 1896 w Sanoku architekt Arnold Röhring.
W latach PRL w centralnej części placu była umieszczona sadzawka otoczona rabatą kwiatową, a w południowo-wschodnim rogu stała altanka. W tym okresie plac nie miał nazwy (był określany jako plac przed Pomnikiem Wdzięczności).
Uchwałą z 20 września 2011 Rada Miasta Sanoka zdecydowała o nadaniu obiektowi nazwy Plac Harcerski. Uroczystość nadania nazwy odbyła się 24 września 2011 w związku z obchodami Stulecia Sanockiego Harcerstwa. Wcześniej plac nie posiadał formalnie nazwy własnej.
Plac stał się miejscem obchodzenia uroczystości kulturalnych i patriotycznych.
Uchwałą Rady Miasta Sanoka z 25 marca 2021 zmieniono nazwę placu na „Plac Harcerski im. ks. Zdzisława Peszkowskiego” w celu uhonorowania ks. Zdzisława Peszkowskiego. Uchwałę o tym samym charakterze podjęto ponownie 27 kwietnia 2021 z uwagi na popełnioną w pierwszej uchwale pomyłkę w numerze działki placu, która figuruje pod oznaczeniem 28/6. Uroczystość nadania imienia placowi odbyła się 8 października 2021.

## Pomniki i upamiętnienia
Na granicy z parkiem miejskim znajdował Pomnik Wdzięczności Żołnierzom Armii Czerwonej, pierwszy do 1977, a drugi w latach 1977-2016.
W otoczeniu tego miejsca w ramach obchodów 100-lecia odzyskania niepodległości przez Polskę ustanowiono upamiętnienie o treści Wierni tradycji 1918–2018, honorujące 2 Pułk Strzelców Podhalańskich.
Przy placu od strony południowej zostały zasadzone drzewa pamiątkowe:
- Grujecznik japoński upamiętniający Ignacego Łukasiewicza. Inskrypcja  na tabliczce głosi: Grujecznik japoński (cercidiphyllum japonicum) w hołdzie Ignacemu Łukasiewiczowi. Burmistrz Miasta Sanoka, PGNiG S.A. Oddział w Sanoku. Zarząd Okręgu Bieszczadzkiego LOP. 11 listopada 2009.
- Brzoza brodawkowata upamiętniająca jubileusz 85-lecia istnienia Ligi Ochrony Przyrody. Została zasadzona 23 listopada 2013. Inskrypcja  na tabliczce głosi: 85 lat Ligi Ochrony Przyrody 1928-2013. Brzoza brodawkowata. Betula pendula. ZBO LOP. Sanok, 23 XI 2013.
- Klon „Rotmistrz” upamiętniający Witolda Pileckiego, odsłonięty 11 listopada 2015; inskrypcja na tabliczce brzmi: Rotmistrz. Klon (Acer campestre 'Postelense') w hołdzie rtm. Witoldowi Pileckiemu. Burmistrz miasta Sanoka, Zarząd Okręgu Bieszczadzkiego LOP. 11 listopada 2015[12].
- Brzoza brodawkowata „Inka” upamiętniająca Danutę Siedzikównę ps. „Inka”. uroczystość odsłonięcia drzewa odbyła się 10 listopada 2016[13]. Inskrypcja na tabliczce brzmi: „Inka”. Brzoza (Betula pendula Roth) w hołdzie Danucie Siedzikównej. Burmistrz miasta Sanoka, Zarząd Okręgu Bieszczadzkiego LOP. 11 listopada 2016.
- Drzewo pamiątkowe poświęcone papieżowi Janowi Pawłowi II. Inskrypcja na tabliczce głosi: Świętemu Janowi Pawłowi II. Patronowi młodzieży OHP. Uczestnicy 9-8 Hufca Pracy w Sanoku. 5 kwietnia 2017.
- Klon „Kazimierz” upamiętniający Kazimierza Tumidajskiego. Inskrypcja na tabliczce brzmi: Kazimierz. Klon (Acer negundo) w hołdzie Kazimierzowi Tumidajskiemu. 11 listopada 2017. Burmistrz miasta Sanoka, Okręg Bieszczadzki LOP. Został odsłonięty 10 listopada 2017[14].
- Popiersie ks. Zdzisława Peszkowskiego odsłonięte w 104 rocznicę urodzin kapłana 23 sierpnia 2022 (ustanowione na scenie, gdzie wcześniej istniał ww. Pomnik Wdzięczności)[15].